# دولف كيسلر
دولف كيسلر (بالهولندية: Dolph Kessler)‏ هو لاعب كرة قدم هولندي، ولد في 2 أبريل 1884 في جاكرتا في إندونيسيا، وتوفي في 20 أغسطس 1945 في فيلسن في هولندا. شارك مع منتخب هولندا لكرة القدم. أما مع النوادي، فقد لعب مع HVV Den Haag ‏.